# José Néstor Pékerman
José Néstor Pékerman (Villa Domínguez, Argentina, 3. rujna 1949.) je argentinski nogometni trener i bivši nogometaš. Kao trener postao je poznat nakon što je s argentinskom juniorskom reprezentacijom osvojio tri naslova svjetskog prvaka (1995., 1997. i 2001.) dok je 1997. i 1999. s U20 reprezentacijom bio kontinentalni prvak.
Od 2004. do 2006. Pékerman je bio izbornik Argentine s kojom je nastupio u finalu Kupa konfederacija 2005. te na Svjetskom prvenstvu u Njemačkoj 2006. Danas je José Pekerman izbornik Kolumbije.

## Karijera

### Igračka karijera
U svojoj kratkotrajnoj nogometnoj karijeri, José Néstor Pékerman je igrao za domaći Argentinos Juniors te kolumbijski Independiente Medellín. Kao igrač, Pékerman je u 28. godini teško ozlijedio koljeno zbog čega je prekinuo s profesionalnim nogometom. Međutim, jer je bio prisiljen uzdržavati sebe i svoju obitelj, José Néstor je obavljao različite poslove a jedno vrijeme bio je i vozač taxija.

### Trenerska karijera
Trenerskim poslom Pékerman se počeo baviti 1981. godine te je vodio juniorske momčadi Chacarite Juniors, Argentinos Juniorsa i Cola-Cola.
1994. godine je postao izbornik argentinske U20 reprezentacije što je izazvalo čuđenje mnogih jer Pékerman do tada nije imao nikakvih trenerskih uspjeha. Međutim, njegov uspjeh s juniorskom reprezentacijom je ušutkao njegove kritičare. Tako je s U20 sastavom bio tri puta prvak svijeta (1995. u Katru, 1997. u Maleziji i 2001. u Argentini) te dva puta bio prvak Južne Amerike (1997. i 1999.).
Argentinsku seniorsku reprezentaciju Pékerman je preuzeo 15. rujna 2004., dok je na njegovu preporuku novim izbornikom argentinskog U20 sastava postao Marcelo Bielsa koji je iste godine s juniorima osvojio olimpijsko zlato na OI u Ateni.
Prvo veće natjecanje s Argentinom bio je Kup konfederacija 2005. u Njemačkoj. Ondje su Gaučosi sudjelovali kao izuzetak. Naime, Brazil se kvalificirao na turnir osvajanjem Svjetskog prvenstva 2002. a jer su Carioce osvojile i Copu Américu 2004., kao predstavnik Južne Amerike je pozvan finalist tog natjecanja, a to je bila Argentina.
Na tom natjecanju Argentina je u skupini A pobijedila pobijedila Tunis (s 2:1) i Australiju (s 4:2) dok je protiv domaćina Njemačke odigrala neriješeno, odnosno 2:2. U polufinalu je poražen Meksiko boljim izvođenjem jedanaesteraca (6:5) dok je u samome finalu igranom na frankfurtskom Waldstadionu, Argentina poražena od rivala Brazila s visokih 4:1.
Prije početka Svjetsko prvenstva u Njemačkoj 2006., Pékermanova odluka o izostavljanju Javiera Zanettija i Waltera Samuela je protumačena kao kontroverzna. Na samom Mundijalu, argentinski izbornik je s reprezentacijom prošao skupinu sa SiCG, Nizozemskom te Obalom Bjelokosti. U osmini finala je pobijeđen Meksiko dok je u četvrtfinalu Njemačka pobijedila Argentinu boljim izvođenjem jedanaesteraca.
Nakon tog poraza i ispadanja Argentine iz daljnjeg natjecanja, Pékerman je podnio ostavku dok je predsjednik Argentinskog nogometnog saveza Julio Grondona neuspješno pokušao utjecati na njega da se predomisli. Isto tako, unatoč ispadanju Pékerman je bio cijenjen među navijačima i medijima. Smatra se da je glavni razlog njegove ostavke velika pobuna u svlačionici koja je izbila nakon ispadanja Argentine.
30. svibnja 2007. Pékerman je postao trenerom meksičke Toluce koju je vodio jednu sezonu a poslije toga i Tigres.
U srpnju 2010. je objavljeno da je trener u ozbiljnim pregovorima s nogometnim savezima Australije i Japana o preuzimanju njihovih reprezentacija ali niti jedan od tih poslova nije u konačnici realiziran.
Izbornikom Kolumbije Pékerman je postao u siječnju 2012. godine te je na klupi reprezentacije debitirao u prijateljskoj utakmici protiv Meksika. Na tom susretu je Kolumbija impresionirala u potpunosti preuzevši kontrolu igre te pobijedivši s 2:0. Novi izbornik je imao impresivan start od četiri pobjede u prvih pet utakmica. Pékerman se posebice istaknuo pobjedama protiv Urugvaja i Čilea (4:0 i 3:1) u kvalifikacijama za SP u Brazilu 2014., te protiv Kameruna s 3:1 gdje je sastavio momčad bez ključnih igrača.

## Privatni život
Pékermanovi djed i baka su podrijetlom iz Ukrajine te su emigrirali u argentinsku provinciju Entre Ríos. Njegov djed je znao u šali govoriti da je jedan od njegovih nećaka Gregory Peck.

## Osvojeni trofeji

### Trenerski trofeji
| Momčad        | Trofej                            | Sezona / godina |
| Argentina     | Argentina                         | Argentina       |
| ------------- | --------------------------------- | --------------- |
| Argentina U20 | Svjetsko juniorsko prvenstvo      | 1995.           |
| Argentina U20 | Svjetsko juniorsko prvenstvo      | 1997.           |
| Argentina U20 | Južnoameričko juniorsko prvenstvo | 1997.           |
| Argentina U20 | Južnoameričko juniorsko prvenstvo | 1999.           |
| Argentina U20 | Svjetsko juniorsko prvenstvo      | 2001.           |
| Argentina     | Kup konfederacija (finalist)      | 2005.           |

## Vanjske poveznice
- ¿Quién es José Néstor Pekerman?
- Pékermanov profil